# جيمس أوغسطين فاريل جونيور
جيمس أوغسطين فاريل جونيور (بالإنجليزية: James A. Farrell, Jr.)‏ هو شخصية أعمال أمريكي، ولد في 1901، وتوفي في 1966.